# Athol Guy
Athol George Guy (Colac (Victoria), 5 januari 1940) was lid van de Australische pop/folkmuziekgroep The Seekers, waar hij contrabas speelde en zong. Hij is gemakkelijk herkenbaar aan zijn zwarte bril in Buddy Holly-stijl, en tijdens live optredens trad hij vaak op als aankondiger van de groep. Andere leden van The Seekers waren zangeres Judith Durham, Bruce Woodley en Keith Potger.

## Biografie

### Vroege jeugd
Athol George Guy werd geboren op 5 januari 1940 in Colac, Victoria als zoon van George Francis Guy (RAN) en Doris Thelma Guy-Cole. Guy kreeg zijn opleiding aan de Gardenvale Central School, waar hij schoolleider was. Hij ging naar de Melbourne High School, waar hij tweemaal als minderjarige atletiekkampioen en officier in het cadettenkorps werd. Gedurende deze tijd was hij Victoriaans Sub Junior High Jump Champion en vervolgens het jaar daarop zilveren medaillewinnaar.

### Muziekcarrière
Guy formeerde zijn eerste muzikale groep The Ramblers in 1958, wat resulteerde in zijn overstap naar optredens, marketing en productie bij GTV9. Via HSV7, mediamanager bij de Clemenger Group en accountmanager bij J. Walter Thompson, vertrok hij vervolgens met The Seekers voor 10 weken op vakantie in het buitenland. Bij zijn terugkeer richtte hij zijn eigen adviesbureau op en kondigde hij twee nationale tv-shows aan.
Toen The Seekers in 1968 uit elkaar gingen, presenteerde Guy zijn eigen variétéserie A Guy Called Athol bij het Australische Seven Network en later de quizshow Big Nine bij Nine Network. 
Guy heeft deelgenomen aan de daaropvolgende reünies van The Seekers sinds 1993, toen ze het zilveren jubileum van hun breuk vierden.

### Politiek
Guy werd verkozen tot de Victorian Legislative Assembly in een tussentijdse verkiezing op 11 december 1971 voor Gisborne als lid van de Liberale Partij. Hij diende gedurende drie termijnen als lid van het deelstaatparlement tot zijn ontslag wegens slechte gezondheid op 5 maart 1979. Zijn prestaties omvatten de aankoop en ontwikkeling van Werribee Park door de overheid.

### Zakelijke carrière
Guy koos ervoor om terug te keren naar de zakenwereld en sloot zich weer aan bij de Clemenger-groep als algemeen directeur van Clemenger Harvie van 1979 tot 1989. In de jaren 1990 trad Guy toe tot het marketingteam van St George Bank als consultant voor bedrijfsontwikkeling en vervolgens voor Hillross, de financiële planningsgroep van AMP. Met de hulp van de St George Foundation speelde Guy een belangrijke rol bij de introductie van een genetische educatieve cursus in scholen in Victoria door het Murdoch Institute.
Naast deze rollen verzorgde hij van 1993 tot ongeveer 2015 de vele honderden reünieconcerten met The Seekers, waardoor verdere politieke ambities effectief werden ingeperkt. In de afgelopen jaren was Guy betrokken bij een joint venture met Hanging Rock Winery, die Athol's Paddock lanceerde in de Macedon Ranges. De eerste vintage van Athol's Paddock was in 1997 en heeft sindsdien regelmatig bekroonde shiraz geproduceerd.